# Vassholmen, Finland
Vassholmen är en ö i Finland. Den ligger i Finska viken och i kommunen Pyttis i landskapet Kymmenedalen, i den södra delen av landet. Ön ligger omkring 18 kilometer väster om Kotka och omkring 96 kilometer öster om Helsingfors.
Öns area är 3,7 hektar och dess största längd är 320 meter i öst-västlig riktning. Närmaste större samhälle är Kotka, 17,1 km öster om Vassholmen.